# Marching Out
Marching Out — второй студийный альбом шведского гитариста-виртуоза Ингви Мальмстина, выпущенный в 1985 году на американском лейбле Polydor Records.

## Об альбоме
После ошеломительного успеха дебютного альбома, Marching Out попал на 9 позицию в шведских чартах, на 30-ю в голландских и на 52 место в Billboard 200.
В отличие от дебютного Rising Force, данный альбом выдержан в несколько более тяжелом и прямолинейном стиле. Преобладают элементы хэви-метала. Инструментальных композиций всего три.
Некоторые тексты написаны в соавторстве с вокалистом.
В записи альбома принимал участие известный шведский бас-гитарист Марсель Якоб, годом ранее участник группы Europe, после, участвовал в сольном проекте гитариста Europe
Джона Норума, впоследствии, начиная с 1990 года и вплоть до своей смерти в 2009-м — участник группы Talisman.
Marching Out — единственный альбом с участием Марселя Якоба в дискографии Мальмстина. Также, этот альбом стал последним с участием Джеффа Сото.

## Список композиций и перевод их названий
Музыка всех композиций написана Ингви Мальмстином.
| №                   | Название                                                     | Текст песни         | Длительность |
| ------------------- | ------------------------------------------------------------ | ------------------- | ------------ |
| 1.                  | «Prelude (рус. Прелюдия)»                                    | Сото                | 1:00         |
| 2.                  | «I'll See the Light, Tonight (рус. Я увижу свет этой ночью)» |                     | 4:24         |
| 3.                  | «Don't Let It End (рус. Не дай этому окончиться)»            |                     | 4:07         |
| 4.                  | «Disciples of Hell (рус. Адепты ада)»                        |                     | 5:53         |
| 5.                  | «I Am a Viking (рус. Я викинг)»                              |                     | 5:58         |
| 6.                  | «Overture 1383 (рус. Увертюра 1383)»                         |                     | 2:59         |
| 7.                  | «Anguish and Fear (рус. Мучения и страх)»                    |                     | 3:47         |
| 8.                  | «On the Run Again (рус. Опять в бегах)»                      |                     | 3:22         |
| 9.                  | «Soldier Without Faith (рус. Солдат без веры)»               | Мальмстин           | 6:08         |
| 10.                 | «Caught in the Middle (рус. Застигнутый посреди)»            | Мальмстин, Сото     | 4:17         |
| 11.                 | «Marching Out (рус. Маршем прочь)»                           | инструментал        | 3:08         |
| Общая длительность: | Общая длительность:                                          | Общая длительность: | 39:16        |

## Участники записи
- Джефф Скотт Сото — вокал;
- Ингви Мальмстин — электрогитара, синтезатор Moog Taurus, бэк-вокал;
- Марсель Якоб — бас-гитара;
- Йенс Юханссон — клавишные;
- Андерс Юханссон — ударные.
- Ингви Мальмстин — продюсер, сведение;
- Лестер Клейпул — звукоинженер;
- Питер Варго — помощник звукоинженера;
- П. Г. Брунелли — фотограф;

## Кавер-версии песен
- Аргентинская хэви-метал группа Twilight Symphony выпустила кавер на песню «I’ll See the Light Tonight» в 2001 году. Кавер вошёл на единственный студийный альбом Fuego de un Sueno Magico.
- Американская метал-группа Vital Remains в 2007 году выпустила кавер на композицию «Disciples of Hell». Кавер вошёл в 5-й студийный альбом Icons of Evil.
- Немецкая хэви-метал группа Powergod в 2001 году записала кавер на композицию «I Am a Viking» для специального альбома каверов на известные метал-группы под названием That's Metal Lesson I - Bleed for the Gods.
- Американская спид-метал группа Flametal в 2010 году выпустила кавер-версию композиции «I Am a Viking» для своего альбома каверов различных метал-групп — Heavy Mellow.
- Бразильская хэви-метал группа Skull and Bones в 2010 году выпустила кавер на композицию «I Am a Viking» для своего мини-альбома каверов песен различных метал-групп Homage to the Great.
- Американская метал группа Minenwerfer в 2011 году записала кавер композиции I Am a Viking, вошедшая на мини-альбом Der rote Kampfflieger.